# Ankaraspor Kulübü
L'Ankaraspor Kulübü, già denominato Büyükşehir Belediye Ankaraspor (spesso abbreviato in B.B. Ankaraspor) e chiamato comunemente Ankaraspor, è una società polisportiva con sede ad Ankara, in Turchia. È noto soprattutto per la sua sezione calcistica, la quale gioca nella TFF 2. Lig, la terza serie del campionato turco. 
Ha preso parte alla fase a gironi di UEFA Europa League 2016-2017, dove è riuscita a superare il turno; ai sedicesimi di finale i greci dell'Olympiacos hanno eliminato la squadra turca.

## Storia
La fondazione del club, con il nome di Ankara Belediye Spor Kulübü ("Club sportivo della municipalità di Ankara") risale al 1978. Nel 1984 il club fu ridenominato Ankara Büyükşehir Belediye Spor Kulübü, aggiungendo il termine büyükşehir ("metropolitano"). Nel 1998 il nome fu modificato in Büyükşehir Belediye Ankaraspor Kulübü. La polisportiva, oltre al calcio, comprende sezioni di badminton, pallacanestro, pugilato, pallamano, hockey su ghiaccio, judo, wrestling, tennistavolo. 
Nel 2005 fu introdotta la denominazione sociale Ankaraspor Kulübü per la squadra di calcio della polisportiva, mentre la dizione Büyükşehir Belediye Ankaraspor Kulübü continuò ad essere adoperata per le sezioni non calcistiche. 
Il 15 settembre 2009, all'inizio della stagione agonistica 2009-2010, il comitato disciplinare del calcio professionistico turco (PFDK) radiò il club dal campionato a causa di presunti legami illeciti con l'Ankaragücü e l'allenatore Safet Sušić divenne l'allenatore della Bosnia ed Erzegovina. Essendosi ritirata, subì la sanzione della sconfitta a tavolino per 3-0 per tutte le gare, retrocedendo così già alla prima giornata. Nella stagione successiva la squadra fu espulsa da ogni campionato della Turchia. Molti suoi giocatori furono integrati nella rosa dell'Ankaragücü. 2009-2010 per la stagione 2010-2011 : Ankaraspor (B) International in A2 In Turchia
Il 29 giugno 2014 la sezione calcistica assunse il nome Osmanlıspor Futbol Kulübü, in onore di Osman I, fondatore dell'impero ottomano. L'8 settembre 2020 la sezione calcistica è tornata a chiamarsi Ankaraspor Kulübü.

## Denominazioni
La squadra ha avuto diversi nomi durante la sua storia:
- 1978: Ankara Belediyespor
- 1984: Ankara Büyükşehir Belediyespor
- 1998: Büyükşehir  Ankaraspor
- 2005: Ankaraspor Kulübü
- 2010: Ankaraspor (B) in English A2 In Türkisch
- 2014: Osmanlıspor Futbol Kulübü
- 2020: Ankaraspor

## Statistiche e record

### Statistiche nelle competizioni UEFA
Tabella aggiornata alla fine della stagione 2018-2019.
| Competizione                  | Partecipazioni | G  | V | N | P | RF | RS |
| ----------------------------- | -------------- | -- | - | - | - | -- | -- |
| Coppa UEFA/UEFA Europa League | 1              | 14 | 8 | 3 | 3 | 23 | 12 |
| Coppa Intertoto               | 1              | 2  | 1 | 0 | 1 | 1  | 4  |

## Rosa 2020-2021
Rosa e numerazione aggiornate al 21 ottobre 2020.
| N. |                    | Ruolo | Calciatore       |
| -- | ------------------ | ----- | ---------------- |
| 1  | Turchia (bandiera) | P     | Emre Koyuncu     |
| 2  | Turchia (bandiera) | D     | Ali Ülgen        |
| 3  | Brasile (bandiera) | D     | Thales           |
| 4  | Turchia (bandiera) | D     | Gökhan Akkan     |
| 5  | Turchia (bandiera) | C     | Halil Esen       |
| 6  | Serbia (bandiera)  | C     | Miloš Stanojević |
| 7  | Camerun (bandiera) | C     | Eric Ayuk        |
| 8  | Turchia (bandiera) | C     | Emre Can Atila   |
| 9  | Ghana (bandiera)   | A     | Umar Basit       |
| 10 | Turchia (bandiera) | C     | Beykan Şimşek    |
| 11 | Turchia (bandiera) | D     | Mahmut Akan      |
| 12 | Turchia (bandiera) | P     | Yusuf Karayel    |
| 14 | Turchia (bandiera) | C     | Recep Tasbakir   |
| 15 | Turchia (bandiera) | C     | Siraçhan Nas     |
| 17 | Turchia (bandiera) | A     | Erdem Çetinkaya  |
| 20 | Turchia (bandiera) | C     | Muzaffer Doğan   |
| 21 | Turchia (bandiera) | C     | Doğukan Efe      |
| 22 | Turchia (bandiera) | A     | Batuhan Altıntaş |

| N. |                     | Ruolo | Calciatore         |
| -- | ------------------- | ----- | ------------------ |
| 23 | Turchia (bandiera)  | D     | Mete Çelik         |
| 24 | Turchia (bandiera)  | P     | Kerem Vergilier    |
| 25 | Turchia (bandiera)  | D     | Fatih Kızılkaya    |
| 28 | Turchia (bandiera)  | A     | Tuğrul Başkan      |
| 29 | Camerun (bandiera)  | C     | Marc Kibong Mbamba |
| 33 | Turchia (bandiera)  | A     | Hacı Doğru         |
| 34 | Turchia (bandiera)  | P     | Berk Balaban       |
| 44 | Turchia (bandiera)  | C     | Anıl Demir         |
| 53 | Turchia (bandiera)  | D     | Tunahan Keskin     |
| 61 | Turchia (bandiera)  | C     | Barış Zeren        |
| 65 | Turchia (bandiera)  | P     | Bayram Kılıç       |
| 66 | Svizzera (bandiera) | D     | Levent Gülen       |
| 70 | Turchia (bandiera)  | C     | Engin Bekdemir     |
| 77 | Nigeria (bandiera)  | C     | Bernard Bulbwa     |
| 88 | Turchia (bandiera)  | D     | Tamer Aşık         |
| 94 | Turchia (bandiera)  | C     | Ali Rıza Kılıç     |
| 99 | Camerun (bandiera)  | A     | Mbilla Etame       |
|    | Turchia (bandiera)  | D     | Kasim Sun          |

## Palmarès

### Competizioni nazionali
- TFF 3. Lig: 1

1996-1997

### Altri piazzamenti
- Coppa di Turchia:

Semifinalista: 2008-2009
- TFF 1. Lig:

Secondo posto: 2014-2015
Terzo posto: 2003-2004